# Shi Han
Shi Han (chinesisch 施晗, Pinyin Shī Hán; * 30. Mai 2005) ist eine chinesische Tennisspielerin.

## Karriere
Shi Han spielt hauptsächlich auf Turnieren der ITF Women’s World Tennis Tour, auf der sie bereits drei Einzel- und einen Doppeltitel gewinnen konnte. 

## Turniersiege

### Einzel
| Nr. | Datum           | Turnier | Kategorie | Belag     | Finalgegnerin | Ergebnis      |
| --- | --------------- | ------- | --------- | --------- | ------------- | ------------- |
| 1.  | 19. Mai 2024    | Anning  | ITF W50   | Sand      | Li Zongyu     | 6:4, 6:3      |
| 2.  | 16. Juni 2024   | Taizhou | ITF W50   | Hartplatz | Lu Jiajing    | 2:6, 7:5, 6:2 |
| 3.  | 25. August 2024 | Kunshan | ITF W35   | Hartplatz | Wong Hong-yi  | 6:0, 7:5      |

### Doppel
| Nr. | Datum        | Turnier | Kategorie | Belag     | Partnerin | Finalgegnerinnen       | Ergebnis |
| --- | ------------ | ------- | --------- | --------- | --------- | ---------------------- | -------- |
| 1.  | 1. Juli 2023 | Tianjin | ITF W15   | Hartplatz | Ren Yufei | Cao Yajing Huang Yujia | 6:1, 6:3 |